# 酒井忠治
酒井 忠治（さかい ただはる、1924年（大正13年）1月10日 - 2012年（平成24年）6月9日）は、日本の書家・漢文学研究家。
雅号は南山。（財）致道博物館顧問、鶴岡市文化財保護審議委員長、左衛門尉酒井家分家当主、鶴岡書道会顧問。

## 略歴
旧庄内藩主酒井家20代当主・酒井忠良の次男として山形県西田川郡鶴岡町（現・鶴岡市）に生れる。書家の松平穆堂より指導を受ける。1939年（昭和14年） - 山形県立鶴岡中学校（現・山形県立鶴岡南高等学校）卒業。
1962年（昭和37年）3月 - 昭和三十六年度学芸員無試験認定 合格。（財）致道博物館副館長。
1995年（平成7年）11月27日 - 鶴岡市の文化賞「高山樗牛賞」を受賞。（財）致道博物館常務理事。
2004年（平成16年）10月1日 - 鶴岡市「市制功労特別表彰」を受賞。2010年（平成22年）1月 - NHKカルチャーセンター庄内教室・漢詩講師。2011年（平成24年）11月10日 - 「第33回庄内文化賞」を受賞。
2012年（平成24年）6月9日 - 死去。6月13日 - セレモニーホール鶴岡で葬儀が行われた。

## 出版物

### 寄稿
- 1977年（昭和52年） - 『鶴岡(城下町をたずねて-27-)』 月刊文化財 (169) pp.p38～47
- 1987年（昭和62年） - 『致道博物館の運営について』 博物館研究 22(1) pp.p52～55
- 1988年（昭和63年） - 『「大書家 研堂」近代庄内書道の父 黒崎研堂』 郷土の先人・先覚 荘内日報
- 1988年（昭和63年） - 『正統な書を求める 吉田苞竹』 郷土の先人・先覚 荘内日報
- 2009年（平成21年） - 『藩校「致道館」の伝統と庄内藩の教学』 日本主義 第8号 28

### 著書
- 1984年（昭和59年） - 『楽只集 - 南山自選百絶句』 自費出版
- 1994年（平成6年） - 『楽只集 第2集 - 酒井南山漢詩集』 自費出版
- 1998年（平成10年） - 『舞志水一七八四四の記』 自費出版

### 共著
- 1978年（昭和53年） - 『鳥鳴嚶々酒井忠良を偲ぶ』 酒井忠明（共著） 自費出版

### 編纂
- 2004年（平成16年） - 『松平穆堂先生遺墨集』 鶴岡書道会（出版）

### 共編
- 1976年（昭和51年） - 『庄内人名辞典』 大瀬欽哉、酒井忠一、犬塚幹士（編）「庄内人名辞典刊行会」（発行）

### 関連書籍
- 2000年（平成12年） - 『南山酒井忠治先生御揮毫偶成十章』 高橋良吉（著）

## 系譜
- 父：酒井忠良 - 伯爵、旧庄内藩主酒井家16代当主
- 母：酒井萬千子 - 大給近孝（子爵。元府内藩主孫[1]） 妹
- 姉：酒井喜代子
- 兄：酒井忠明 - 旧庄内藩主酒井家17代当主
- 従兄弟：酒井忠一 - 歴史家
- 義姉：酒井慎子 - 酒井忠晄（子爵）長女、忠明 夫人
- 妻：酒井あき子

## 参考資料
- 『庄内人名辞典』 編纂・出版：庄内人名辞典刊行会、1986年（昭和61年）
- 『昭和人名辞典』 高野義夫、1987年（昭和62年）
- 『日本興信録』、1996年（平成8年）
- 『平成新修旧華族家系大成』 編纂：霞会館華族家系大成編輯委員会 出版：霞会館、1996年（平成8年）